# Сливие
Сливе или Сливие (тъй като л е палатализиран се среща и днес неправилното изписване Сливье, на македонска литературна норма: Сливје) е село в община Долнени на Северна Македония.

## География
Разположено е в Прилепското поле, северозападно от град Прилеп.

## История
В XIX век Сливе е село в Прилепска каза на Османската империя. „Етнография на вилаетите Адрианопол, Монастир и Салоника“, издадена в Константинопол в 1878 година и отразяваща статистиката на населението от 1873 година Сливие (Slivié) е посочено като село с 18 домакинства и 85 жители българи.
Според статистиката на Васил Кънчов („Македония. Етнография и статистика“) от 1900 година Сливье е населявано от 82 жители българи християни и 14 цигани.
На Етнографската карта на Битолския вилает на Картографския институт в София от 1901 година Сливие е чисто българско село в Прилепската каза на Битолския санджак със 7 къщи.
В началото на XX век цялото население на селото е под върховенството на Българската екзархия. По данни на секретаря на екзархията Димитър Мишев („La Macédoine et sa Population Chrétienne“) в 1905 година в Сливие има 56 българи екзархисти.
Според преброяването от 2002 година Сливе има 35 жители македонци.